# 2010-es GP Ouest France–Plouay
A 2010-es GP Ouest France–Plouay az 1931 óta megkezdett sorozatban a 74. kerékpárveseny volt, melyet 2011. augusztus 22-én rendeztek meg. A verseny része a 2010-es UCI-világranglista-nak és a 2010-es UCI ProTour-nak. Elsőként Matthew Goss haladt át a célvonalon, őt követte Tyler Farrar és Yoann Offredo.

## Csapatok
25 csapat vett részt a versenyen.

 AG2R La Mondiale ·   Astana ·   BMC Racing Team ·   Caisse d'Epargne ·   Euskaltel-Euskadi ·   Française des Jeux ·   Garmin-Transitions ·   Lampre-Farnese Vini ·   Liquigas-Doimo ·  Omega Pharma-Lotto ·  Quick Step ·  Rabobank ·   Team HTC-Columbia ·   Katusha Team ·   Milram ·   Team RadioShack ·   Saxo Bank ·   Sky Procycling ·   Vacansoleil ·   Skil-Shimano ·   Footon-Servetto ·   Cervelo ·   Saur-Sojasun ·   Bbox Bouygues Telecom ·   Cofidis

## Végeredmény
|    | Versenyző                | Csapat              | Idő       |
| -- | ------------------------ | ------------------- | --------- |
| 1  | Matthew Goss (AUS)       | Team HTC-Columbia   | 4:29:24   |
| 2  | Tyler Farrar (USA)       | Garmin-Transitions  | +00:00:00 |
| 3  | Yoann Offredo (FRA)      | Française des Jeux  | +00:00:00 |
| 4  | Leonardo Duque (COL)     | Cofidis             | +00:00:00 |
| 5  | José Joaquín Rojas (ESP) | Caisse d'Épargne    | +00:00:00 |
| 6  | Mauro Santambrogio (ITA) | BMC Racing Team     | +00:00:00 |
| 7  | Peter Sagan (SVK)        | Liquigas-Doimo      | +00:00:00 |
| 8  | Francesco Gavazzi (ITA)  | Lampre-Farnese Vini | +00:00:00 |
| 9  | Marco Marcato (ITA)      | Vacansoleil         | +00:00:00 |
| 10 | Romain Feillu (FRA)      | Vacansoleil         | +00:00:00 |

## Külső hivatkozások
- Hivatalos honlap